# Oratemnus navigator
Oratemnus navigator är en spindeldjursart som först beskrevs av With 1906.  Oratemnus navigator ingår i släktet Oratemnus och familjen Atemnidae. Inga underarter finns listade i Catalogue of Life.